# ソロモネ・フナキ (2002年生まれ)
ソロモネ・フナキ（Solomone Funaki、2002年4月12日 - ）は、ジャパンラグビーリーグワンのコベルコ神戸スティーラーズに所属する、トンガ出身のラグビーユニオン選手。

## 来歴
トンガ出身で、15歳の時に来日した。
目黒学院高等学校では、高3で花園（全国高等学校ラグビーフットボール大会）にロックで出場した。
京都産業大学に進み、1年時から4年時までロックとして、大学選手権（全国大学ラグビーフットボール選手権大会）を含め、出場の際は常に先発メンバーとなった。留学生として初めてキャプテンとなり（辻野隼大と共同主将に就任）、大学選手権で4年連続のベスト4となった。
2025年1月24日、ジャパンラグビーリーグワンのコベルコ神戸スティーラーズへの入団を発表した。ポジションはフランカーに転向となる。同年2月22日に行われたJAPAN RUGBY LEAGUE ONE第9節交流戦トヨタヴェルブリッツ戦にて途中出場でリーグワン公式戦初出場を果たした。同年3月、京都産業大学卒業。

## 受賞
- 2022年度関西大学Aリーグ ベスト15[11]
- 2023年度関西大学Aリーグ ベスト15[12]